# Caspian, prins av Narnia
Caspian, prins av Narnia (originaltitel: Prince Caspian), är den fjärde boken i C.S. Lewis serie om landet Narnia. Boken skrevs 1951, alltså den andra boken om man ser efter den ordning de skrevs.

## Handling
Boken handlar om hur barnen Peter, Susan, Edmund och Lucy återvänder till landet Narnia och hamnar mitt i slottet Paravels ruiner. För de fyra barnen hade det bara gått drygt ett år men i Narnia har det gått flera hundra år sedan de senast var där och mycket har förändrats. Prins Caspian tvingas fly för sitt liv när hans farbror Miraz försöker ta över tronen åt sin nyfödda son. Caspian lyckas undkomma och flyr in i skogen där han möter narnier, som har sagts varit utdöda i flera hundra år ända sedan kungarna och drottningarna försvann och Caspians förfäder, telmarinerna, tog över landet. Men Caspian blåser i Susans magiska horn och kallar de fyra före detta kungarna och drottningarna tillbaka till Narnia för att tillsammans med de överlevande narnierna och Caspian själv ta tillbaka deras land. De utkämpar blodiga strider men lyckas till slut med hjälp av lejonet Aslan störta Miraz och hans trupper. Freden är åter uppbyggd i landet. Prins Caspian utnämns till kung över Narnia och de fyra barnen återvänder till sin egen värld medvetna om att bara de två yngsta, Lucy och Edmund kommer att komma tillbaka till Narnia en dag.

## Filmatiseringar
- 1989 – Narnia: Prins Caspian
- 2008 – Berättelsen om Narnia: Prins Caspian